# 水野忠胤
水野 忠胤（みずの ただたね）は、安土桃山時代から江戸時代前期にかけての武将、大名。水野勝成の弟。徳川家康の従弟であり、織田信長の娘婿に当たる。三河国内で1万石を領し、幕府の大番頭を務めたが、自邸での宴席で配下の者が浜松藩主松平忠頼を殺害する事件を起こし、あわせて配下の者の統制が問題視されたために切腹させられた。

## 生涯

### 大名となるまで
水野忠重の次男として生まれる。水野勝成は同母兄。
慶長5年（1600年）の関ヶ原の戦いにおいては、兄とともに美濃曽根城の守備や大垣城攻撃にあたって功績を挙げた。戦後、三河国内に1万石を与えられ、従五位下市正に叙位・任官した。これにより大名に列したとみなされる（三河水野藩）。1万石の所領を与えられた時期は明確ではないが、『恩栄録』によると関ヶ原の直後と思われる。『寛政重修諸家譜』（以下『寛政譜』）には居所の記載はない。
その後、大番頭に任じられた（ただし、『柳営補任』には大番頭になったと記されていない）。

### 切腹

#### 松平忠頼殺害事件
『寛政譜』によれば、慶長14年（1609年）9月29日、親族にあたる松平忠頼（遠州浜松藩主）を招いて茶会を開いた。しかしその席で忠胤の与力である久米左平次と服部半八郎の両名は口論から刃傷沙汰となり、松平忠頼が殺害される事件に発展する。
『寛政譜』の水野忠胤の記事によれば、久米と服部は「武道の事」を言い争ったという。松平忠頼は仲裁を図ろうとしたが、久米左平次によって殺害された。『徳川実紀』では9月1日の記事に刃傷事件が記されており、茶会のあとで久米と服部が囲碁の対局をしたが、服部と懇意であった忠頼がしきりに贔屓の助言をしたため、対局を終えた久米は激怒して脇差を抜き、斬り合いになった。居合わせた人々は両者を取り押さえようとしたが、忠頼はこのとき久米に刺された。刺された忠頼も脇差を抜いて応戦し、駆けつけた人々によって久米は討たれたという。9月29日の記事に忠頼の死去が載せられるが、『徳川実紀』の按文では、忠頼は9月1日に刺殺されており、29日は届け出の日ではないかとする。横死した松平忠頼の浜松藩5万石は収公され、遺児の松平忠重が幼少であることを理由として8000石のみが与えられた。
自邸において配下の者が松平忠頼を殺害した事件を理由として、水野忠胤は同年10月16日に切腹を命じられ、忠胤の藩も除封された。水野邸での刃傷事件に関わった服部半八郎は自らの知行地である相模国に逃亡したが捕らえられて切腹させられた。また、服部に馬を貸して逃亡を幇助した同僚の三浦彦八も切腹を命じられた。

#### 大番水野忠胤組の処罰
『徳川実紀』によれば忠頼殺害事件に加え、さきに伏見在番中に配下の番士が京都で横暴なふるまいをし、統制が不十分であったことが忠胤に切腹が命じられた理由として挙げられており、同時に忠胤配下の番士多数に処罰が加えられた。海保三吉は伏見城番中に城中を抜け出して京都を徘徊して辻相撲を行い、豊臣家の「奴僕」を投げ殺した罪で切腹させられ、これに連座して荒尾長五郎・有賀忠三郎・世良田小伝次・小俣伊右衛門・間宮彦九郎らも切腹を命じられた。このほか、城番中に父の葬儀のため無断で江戸に帰った小斐（小尾）仁左衛門、家僕らが京都で商人を縊死させた藤方平九郎・小川佐太郎、在番中の素行不良が聞こえた津戸左門・戸田喜右衛門・岡部庄七・駒井孫四郎・松平九郎左衛門が改易された。

## 系譜
特記事項のない限り、『寛政重修諸家譜』による。子の続柄の後に記した ( ) 内の数字は、『寛政譜』の記載順。
- 父：水野忠重
- 母：都筑吉豊の娘
- 正室：織田信長の娘・於振
  - 長男(1)：水野勝信 - 水野勝成の養子。
  - 女子(2) - 水野勝成の養女。のち丹羽氏信室[17]
  - 女子(3) - 南条宜政の妻
- 側室：某氏
  - 二男(4)：大弐 - 僧

### 補足
- 母は忠重の正室で[18]、水野勝成は同母[18]。『寛政譜』によれば、忠重正室は都筑右京進吉豊の娘とされる[18]。福山で伝えられるところによれば、忠重正室は本願寺法主顕如の妹で「妙舜尼」という[19]（水野勝成参照）。
- 正室の織田氏（於振）は、忠胤の死後に佐治一成に再嫁した[20]。
- 長男の水野勝信は水野勝成の養子となり、徳川忠長に仕えた。忠長改易後は浪人となるが、幕府に出仕して御書院番となり、蔵米2000俵を与えられる。ただしその後「狂気」により除封された[17]。
- 長女は水野勝成の養女となり、慶長6年（1601年）に徳川家康の命によって丹羽氏信（当時は三河伊保城主）に嫁いだ[21]。氏信の嫡男・丹羽氏定（美濃岩村藩主）はその所生である[21]。大坂の陣で丹羽氏信は水野勝成麾下で戦った[21]。
- 二女は豊臣秀頼家臣・南条宜政に嫁いだ[22]。『寛政譜』によれば宜政との間に三男の南条宗俊を儲けている[22]。千姫に仕えており[22]、その縁で宗俊は徳川綱重（甲府徳川家）に仕えた。子孫は600石の旗本となる。
  - 『寛政譜』によれば、大坂の陣の際に南条宜政は大坂方で戦っていたが、落城に際して水野勝成の軍勢が宜政の妻子（勝成の姪とその子たち）を救出し、宜政も大坂城から脱出したとある[22]。宜政はその後加藤清正（肥後熊本藩主）、次いで森長継（美作津山藩主）の家臣となった。
  - 南条宜政の二男・南条貞政（母については記載がない）は、一時期水野忠職（勝成・忠胤兄弟の甥）に仕えている[22]。
- 二男の大弐は僧となり、備後福山の妙蓮寺住職となった[1]。妙蓮寺は水野勝成が母の菩提を弔うために建立した寺である[1]。妙蓮寺（真宗大谷派）の所伝によれば、実名を「勝次」といい、寛永元年（1624年）に同寺が創建された際に同寺の開山となり「大弐上人」と称された[19]。